# Via degli Speziali
Via degli Speziali è una strada del centro storico di Firenze, situata tra via dei Calzaiuoli (dove è il canto del Giglio) e piazza della Repubblica. A circa due terzi del tracciato, sul suo lato destro, incontra via de' Medici. Strada centralissima, ricalcava un tratto dell'antico decumano massimo di Florentia. Originariamente larga un quarto dell'attuale, deve la sua conformazione odierna al Risanamento di Firenze, operato negli anni novanta dell'Ottocento.

## Storia

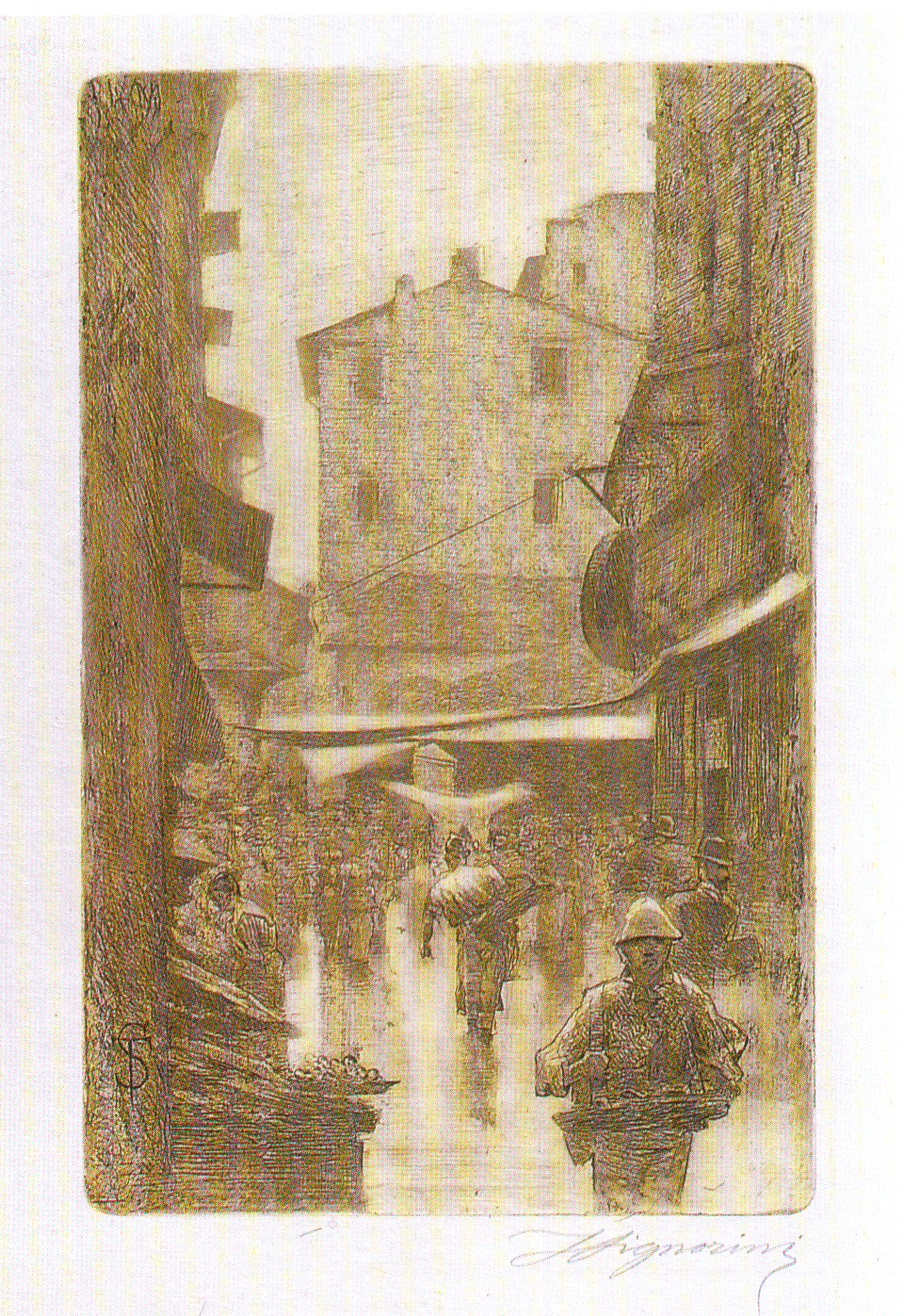
Telemaco Signorini, Via degli Speziali in inverno, 1874, acquaforte

### Origini e preesistenze
Assieme a via del Corso la strada costituiva in antico la parte orientale del decumano maggiore romano, giungendo alla porta di Levante, che nel Medioevo prese il nome di porta di San Piero (poiché conduceva al monastero di San Pier Maggiore). La denominazione odierna attesta di come lungo il tratto, fin dall'età rinascimentale, avessero sede varie spezierie, soprattutto magazzini per la vendita all'ingrosso delle materie prime agli speziali (farmacisti) che producevano medicamenti (da cui la variante via degli Speziali "Grossi"). Tra le spezierie più famose, c'era quella all'insegna della Pina d'oro, gestita dalla famiglia Bonaccorsi Perini, che finì poi per chiamarsi Pinadori, dalla loro notissima attività.
Lungo questa via, dal lato di Calimala, s'alzavano le case e le torri degli Elisei, dai quali discesero gli Alighieri; essi avevano una loggia nell'interno dell'isolato, lungo lo scomparso chiasso della Coroncina, che portava in piazza dei Tre Re; chi approdava a questa loggia aveva diritto d'asilo e protezione da parte della famiglia, per questo veniva detta anche "loggia della Misericordia. Dall'altra parte, verso l'Arcivescovado, sorgevano invece le torri e le case dei Sizi e degli Adimari.
Parallelamente, nel corso del tempo, a questa titolazione si è affiancata quella di Corso (così, ad esempio, nella pianta di Ferdinando Ruggieri del 1731), visto che l'arteria si proponeva come uno dei tratti centrali del tracciato dove veniva 'corso' il palio, cioè la corsa dei barberi (cavalli scossi, senza fantino) in onore di san Giovanni Battista, patrono di Firenze, il 24 giugno di ogni anno (nome che ancora oggi permane alla vicina via del Corso).
Il canto del Giglio, in angolo con via dei Calzaiuoli, deriva dal simbolo cittadino, che si trovava in questa zona sull'insegna di una spezieria (citata già nel 1470), di un'osteria e sulla facciata della chiesa di Santa Maria Nepotecosa.

### Il "Risanamento"
Se la storia del tracciato è antica la sua immagine attuale è oltremodo recente, dato che la strada fu rettificata e allargata prima con i lavori a via dei Calzaiuoli (anni 1840), poi definitivamente nel "risanamento" del Mercato Vecchio (dal 1885) e di conseguenza rinnovata nei suoi edifici in fregio anche per adeguarsi alle nuove architetture sorte nell'area della piazza Vittorio Emanuele. La strada venne accorciata per ampliare la piazza e venne allargata in ampiezza, dandole quell'aspetto signorile e commerciale che ancora oggi mantiene. Siccome si trattò di una delle prime zone a venire demolite, la Commissione Storico Artistica del Comune le dedicò scarsa attenzione: solo Guido Carocci, dalla pagine della rivista Arte e Storia, segnalò via via la scoperta di antichi camini, porte e affreschi, tutti perduti.

## Descrizione
Attualmente ha carattere commerciale, ed è interessata da un elevato flusso pedonale, in ragione della sua centralità e del suo ruolo di collegamento con piazza della Repubblica.

### Edifici
| Immagine | N°          | Nome                     | Descrizione |
| -------- | ----------- | ------------------------ | --- |
|          | 1           | Palazzo Zerboni Bellieni | Il palazzo si sviluppa per quattro piani e, sul fronte principale di via degli Speziali, presenta sette assi segnati da ampie finestre incorniciate da un finto bugnato con, al centro, un balcone con balaustra in pietra. Nelle possibili varianti proprie del gusto architettonico di fine Ottocento si distingue (e si noti il suo discostarsi dai più ridondanti esempi della via Calzaiuoli) per una chiara adesione al linguaggio quattrocentesco, caratterizzato com'è da ampie superfici intonacate sulle quali si allineano le finestre ad arco di basso rilievo. Alcuni disegni conservati presso l'Archivio Storico del Comune di Firenze consentono di ricondurre il progetto all'architetto Raffaello Baroncelli, attorno al 1890-1895, periodo della ricostruzione di quest'area e di riconfigurazione degli edifici arretrati per la rettificazione della via. All'architetto, allo stato attuale degli studi, non sembrano attribuibili altri lavori, di modo che questo palazzo resterebbe unica testimonianza della sua attività. |
|          | 2r-4r-6r-8r | Palazzo Bellieni         | L'edificio sorge nell'area già occupata in antico da case di proprietà della famiglia Cavalcanti (o Adimari) e ha l'ingresso principale su via dei Calzaiuoli. Fu eretto su progetto dell'architetto Riccardo Mazzanti "in stile viennese già tendente al Liberty". Della realizzazione si conservano vari disegni presso l'Archivio Storico del Comune di Firenze che evidenziano in realtà una insistita attenzione nei confronti di vistosi e plastici elementi bugnati, in continuità con la tradizione ottocentesca, di modo che gli elementi modernisti appaiono circoscritti e nell'insieme secondari. Sulla cantonata è un ovale con la data 1893, corrispondente a quanto documentato dal materiale archivistico citato. Le eleganti ringhiere per i terrazzi e per i terrazzini sono da ascrivere alla produzione delle officine Michelucci di Pistoia. |
|          | 14r-16r-18r | Palazzo Targioni         | L'edificio si adegua, nel suo ricco stile neocinquecentesco, alle architetture erette nella zona a seguito del risanamento dell'area del Mercato Vecchio (1885-1895). Alcune tavole di progetto conservate presso l'Archivio Storico del Comune di Firenze e una bella incisione pubblicata nel periodico coevo "Ricordi di Architettura" consentono di ricondurre il lavoro all'architetto Vincenzo Micheli e di datarlo al 1892 circa. Si segnala, all'ultimo piano, ciò che resta di un intervento pittorico a finto graffito con grottesche e figure entro cartelle che, in questo caso, l'architetto utilizza come segno distintivo di una tradizione che si vuole squisitamente toscana. Allo stesso Micheli si deve anche il palazzo dell'Arcone di Piazza, grande edificio che determina la scenografica e magniloquente quinta di piazza della Repubblica, spesso criticato per il suo indulgere a una presunta maniera romana: un confronto tra le due architetture può aiutare a comprendere le varianti possibili del linguaggio dell'architetto e più in generale della scuola fiorentina, in questi anni spesso incerta tra l'ossequio alla specifica tradizione locale e l'apertura ad altre suggestioni, nel tentativo di apparire moderna e, prima ancora che fiorentina, italiana. Sotto il balcone che guarda a via degli Speziali è poi uno scudo con un'arme riconducibile alla famiglia Targioni (d'azzurro, allo scaglione abbassato di rosso, cimato da un crescente montante d'argento e accompagnato in capo da tre stelle a otto punte d'oro). |
|          | 20r-22r-24r | Savoy                    | Il grande edificio, eretto nel 1898 dall'architetto Vincenzo Micheli in angolo tra piazza della Repubblica e via degli Speziali, si propone con il fronte principale spartito da lesene a bugna piatta e si qualifica, al piano nobile, per la presenza di nicchie con statue allegoriche raffiguranti le Stagioni, opera di Vincenzo Rosignoli. Il terreno è segnato dalla successione di ampie arcate che danno accesso a vari esercizi commerciali. Fin dall'origine adibito ad albergo (Albergo Savoia), si propone (per quanto riguarda gli spazi interni), nella veste conferita nel 2000 dall'intervento di restyling di Olga Polizzi, interior designer responsabile per il marchio Rocco Forte Hotels, attuale proprietario della struttura. |
|          | 3           | Palazzo del Trianon      | L'edificio è documentato come eretto su un progetto dell'architetto e ingegnere Luigi Buonamici già redatto nel 1888, e si caratterizza per l'adesione a uno stile neocinquecentesco particolarmente ricco, con profusione di balconi e decori, che un tempo trovavano precisa rispondenza nell'uguale abbondanza di decori degli ambiente terreni (in parte con interventi dovuti allo scultore Vincenzo Rosignoli), originariamente occupati dalle sale del caffè Trianon, inaugurato nel 1891 e chiuso nel 1896 per lasciare il posto a vari magazzini. Attualmente il palazzo è tornato ad ospitare i grandi magazzini La Rinascente. |

### Lapidi
Presso il n. 3 è presente una lapide dantesca, alludente alla corsa dei Barberi, posta originariamente nel 1865 qui ricollocata dopo la costruzione del palazzo del Trianon:
| GLI ANTICHI MIEI ED IO NACQVI NEL LOCO DOVE SI TROVA PRIA L'VLTIMO SESTO DA QVEL CHE CORRE IL VOSTRO ANNVAL GIVOCO DANTE_PARAD · _ XVI_40-42_ |

Sempre davanti al 3 si trova una pietra d'inciampo dedicata ad Angela Todesco Benedetti, morta ad Auschwitz nel 1944.

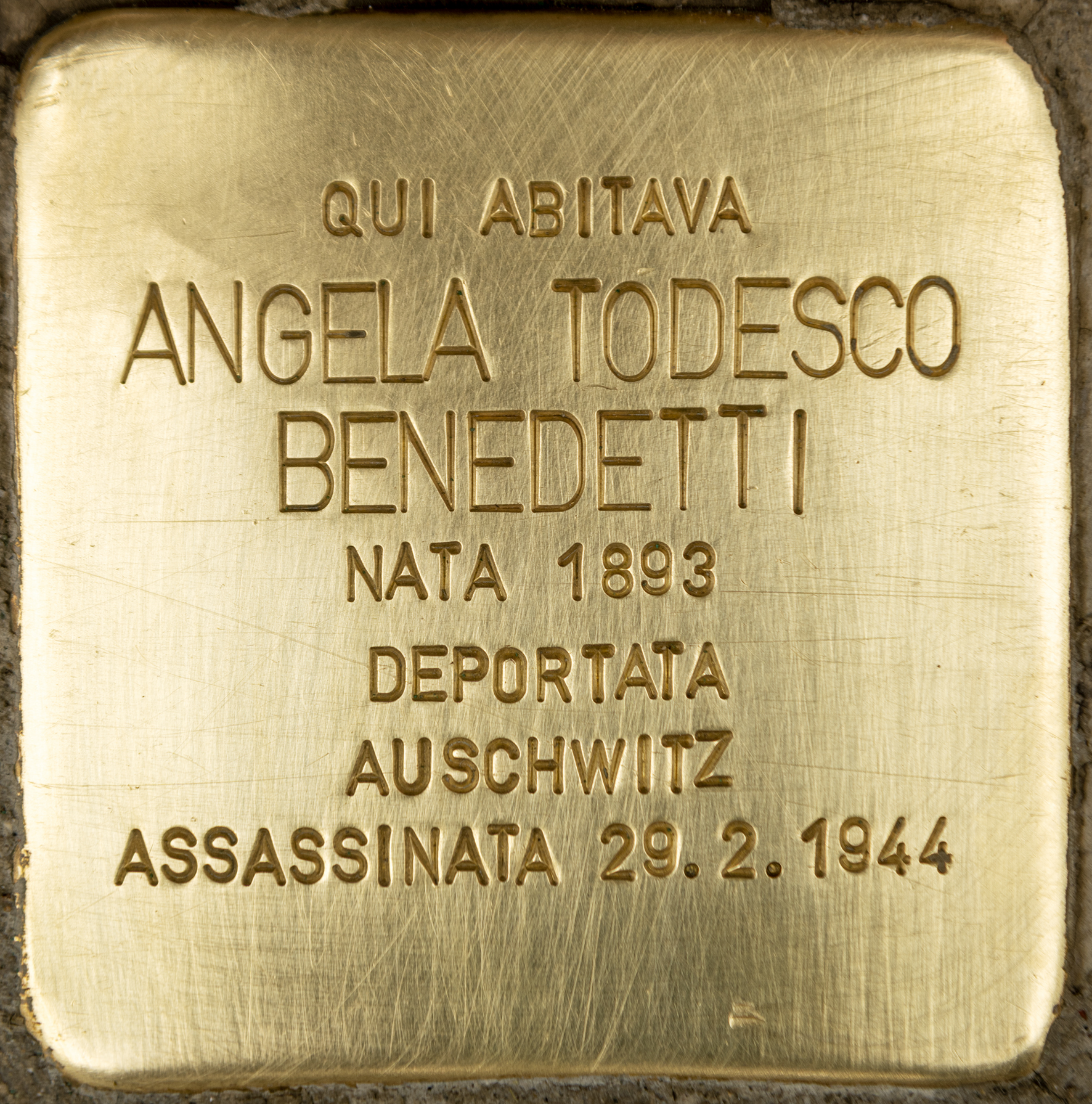
Pietra d'inciampo dedicata ad Angela Todesco Benedetti

## Bibliografia

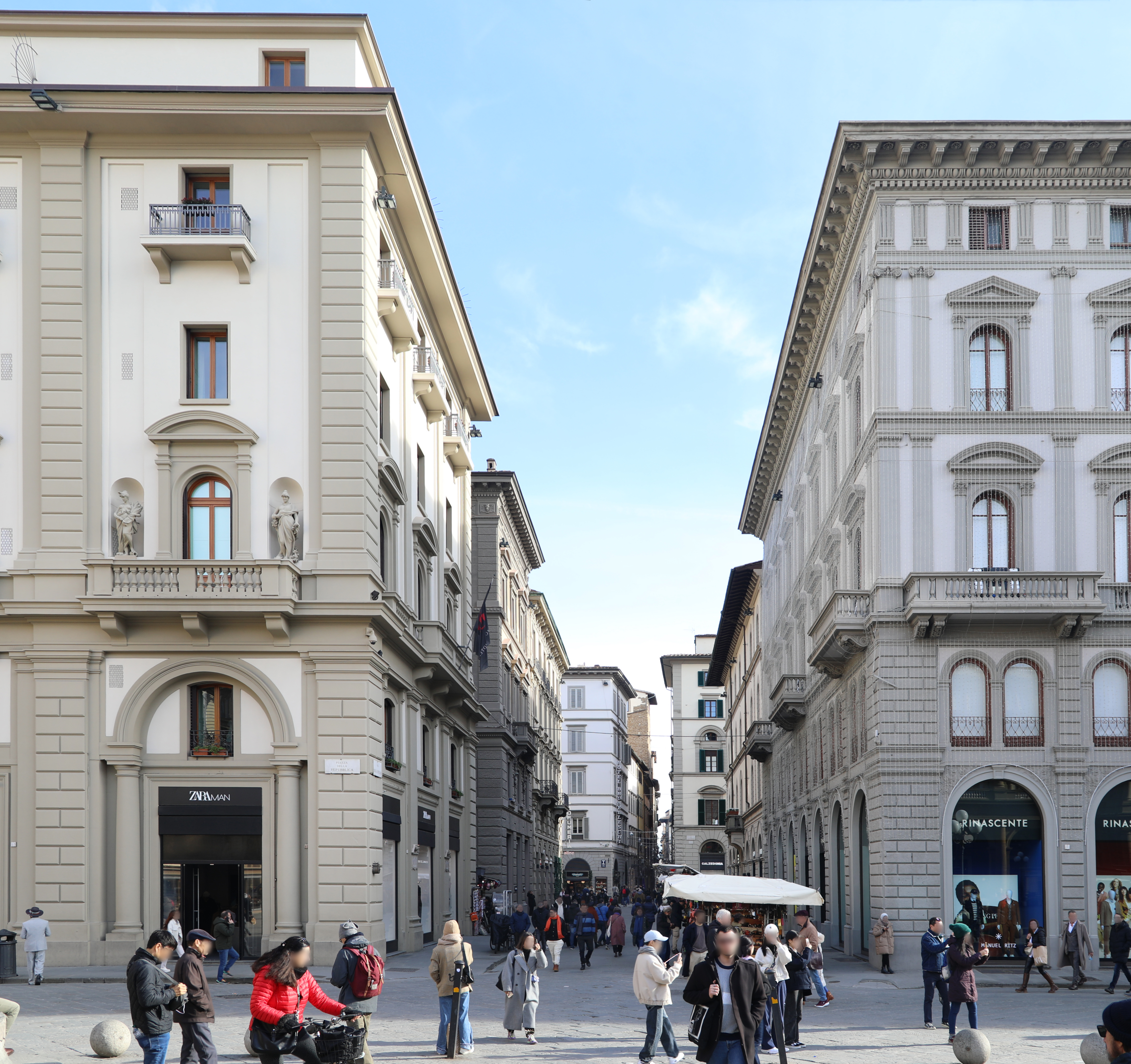
Via degli Speziali vista da piazza della Repubblica